# Revista do CAAP
A Revista do CAAP é um jornal científico editado na Faculdade de Direito da Universidade Federal de Minas Gerais (UFMG). É publicada semestralmente, tanto em versão impressa como digital, contendo artigos científicos de pesquisadores das áreas de Direito, Antropologia, Sociologia, Filosofia e áreas afins. 
Fundada em 1921 e com edições regulares desde 1996, é um dos periódicos científicos mais antigos em atividade no país. 
O periódico adota a licença Creative Commons 4.0 e é signatário da declaração da Budapest Open Access Initiative (BOAI), conferindo acesso aberto, gratuito e imediato a todo o conteúdo publicado. Não possui fins lucrativos e não cobra taxas de autores e leitores. 
O processo de avaliação se dá por avaliação cega de pares (peer review), na qual Professores Doutores de certa área avaliam um artigo sem conhecer sua autoria, indicando se um texto deve ser aceito sem modificações, se deve ser recusado ou se precisa de revisão, sugerindo ajustes. Pertencente ao estrato "B" do Portal dos Periódicos da UFMG, a Revista utiliza software antiplágio e atribui DOIs (Digital object identifiers), via CrossRef, aos artigos publicados .
A Revista do CAAP está indexada em importantes indexadores e diretórios científicos, tais como: Scopus (Holanda), Latindex 2.0 (México, Espanha e Portugal), DOAJ (Suécia), EBSCO (EUA), EZB (Alemanha), SherpaRomeo (Inglaterra), Copernicus (Polônia), ERIH PLUS (Noruega), HeinOnline/Law Journal Library (EUA), Google Scholar (EUA), EuroPub (Inglaterra), vLex (Espanha), LatinRev( Argentina), Mir@bel (França) e Diadorim (Brasil). De acordo com a Copernicus Master's List de 2023, que avalia os melhores periódicos científicos indexados, a Revista do CAAP possui um ICV (Index Copernicus Value) de 64.26 . 
Na avaliação do QUALIS procedida pela Coordenação de Aperfeiçoamento de Pessoal de Nível Superior (CAPES), este periódico foi classificado no extrato B4 para as áreas de Direito, Filosofia, Ciência Política e Relações Internacionais.